# 太平洋沿岸国家公园保留地
太平洋沿岸国家公园保留地（英语：Pacific Rim National Park Reserve）位于加拿大卑诗省太平洋洋沿岸，由三个地区的数个公园组成。保护区总面积达511平方公里，在每年3月中旬到10月中旬开放。